# Peter Martin Brabazon Walker
Peter Martin Brabazon Walker (* 1. Mai 1922 in Kenia; † 16. Januar 2006) war ein britischer Molekularbiologe und von 1965 bis 1980 Regius Professor of Natural History an der University of Edinburgh.

## Leben
Walker wurde am 1. Mai 1922 als Sohn der Kaffeefarmer Ernest Walker und Mildred Kathrine Grace Heaton-Ellis in Kenia geboren. Um eine Schulausbildung in England genießen zu können, wuchs Walker hauptsächlich bei seinen Großeltern auf und beendete seine Schulzeit just zu Beginn des Zweiten Weltkriegs. Er erhielt dadurch keine Gelegenheit, ein Studium aufzunehmen und begann eine Ausbildung bei Smith Aircraft Instruments, der heutigen Smiths Group. Die dort erworbenen Fähigkeiten und Kenntnisse würde Walker sowohl in seiner zukünftigen wissenschaftlichen Arbeit, als auch in seinem Hobby, Modelleisenbahnen, zum Einsatz bringen.
Nach Ende des Kriegs zog seine Familie nach Cambridge und Walker nahm am Trinity College das Studium der Naturgeschichte, Botanik und Zoologie auf. Nach seinem Abschluss bot sich ihm die Gelegenheit, mit einem Stipendium des Medical Research Council (MRC) in John Randalls Team für Biophysik am King’s College London zu arbeiten. Damals war das King’s eine Schlüsselstelle der Forschung. Maurice Wilkins und Rosie Franklin untersuchten damals mit Hilfe der Kristallstrukturanalyse die Strukturen der Desoxyribonukleinsäure, während in Cambridge Francis Crick und James Watson nervös auf die Ergebnisse warteten.
Es gilt als sicher, dass die Aufbruchstimmung der damaligen Zeit auch den jungen Walker ansteckte und seine wissenschaftliche Karriere beeinflussten. Walker interessierte sich zunehmend für das neue Feld der Molekularbiologie. In London begann Walker mit der Entwicklung eines Aufzeichnungs-Mikrodensitometers. Damals wartete die Struktur der DNS noch auf ihre Entdeckung. Man wusste allerdings, dass man es mit genetischem Material zu tun hatte. Walkers Messinstrument war schon durch vergleichende Messungen in der Lage, die durch die Verdopplung der DNS erkennbaren Unterschiede in Zellen kurz vor der Zellteilung erkennbar zu machen. Diese Arbeiten veröffentlichte Walker mit John Murdoch Mitchison.
1958 wechselte Walker an die University of Edinburgh, wo Mitchinson mit Michael Swann ein Zellforschungs- und Molekularbiologie-Team aufbauten. Er gab die Fellowship beim MRC auf und übernahm eine Readership an der Universität. 1966 folgte er Michael Swann auf den Stuhl des Professors für Naturgeschichte, als Swann zum Leiter der Universität ernannt wurde. Walker teilte sich mit Mitchinson die Aufgaben, die ein wachsendes Institut an die beiden stellte. Er baute, immer noch mit Unterstützung des MRCs, ein Team zur Erforschung von Nukleinsäuren auf. Er begann mit der Entwicklung eines neueren Modells seines Desitometers, dass auch die quantitative Bestimmung von genetischem Material erlaubt hätte, aber diese Arbeit wurde nie vollendet.
Nach der Entdeckung der DNS wuchs das Wissen exponentiell an. Walker nahm gemeinsam mit Anne McLaren aus der Genetikabteilung von Edinburgh Forschungen zur Behandlung von denaturierter DNS auf.
1980 zog sich Walker von der Professur zurück und arbeitete wechselnd zwischen wissenschaftlichen Projekten, seinem Hobby und privaten Unternehmungen.

## Ehrungen
Walker wurde 1976 zum Commander des Order of the British Empire (C.B.E.) ernannt.
Walker wurde Fellow der Royal Society of Edinburgh.